# Алькенов, Асигат Алькенович
Асигат Алькенович Алькенов (каз. Асхат Әлкенұлы Әлкенов, 10 мая 1935, Кургальджино, КазАССР — 22 марта 2019) — советский и казахстанский металлург, учёный, изобретатель. Почётный гражданин Павлодара, кандидат технических наук.

## Биография

### Ранние годы и учёба
Асигат Алькенов родился 10 мая 1935 года в селе Кургальджино Кургальджинского района Карагандинской области Казакской АССР РСФСР, ныне село Коргалжын — административный центр Коргалжынского сельского округа и Коргалжынского района Акмолинской области Республики Казахстан.
Отец Алькенова был кузнецом, погиб на Великой Отечественной войне.
Первоначально планировал поступать в МВТУ имени Н. Э. Баумана. Алькенов вместе с одноклассником подал документы в вуз и получил вызов на экзамен, однако набрать денег на дорогу в Москву не удалось, несмотря на проданную корову. В результате оба юноши отправились в Алма-Ату.
В 1958 году окончил факультет цветных, редких и благородных металлов Казахского горно-металлургического института по специальности «инженер-металлург». По распределению был направлен в Павлодар.

### Производственная и научная работа
Был назначен старшим инженером по металлургическому оборудованию строящегося Павлодарского алюминиевого завода с правами заместителя директора. Академик Каныш Сатпаев во время визита на предприятие общался с Алькеновым и напутствовал его. 
Впоследствии был руководителем отдела материально-технического снабжения. Вскоре его избрали секретарём Павлодарского обкома ЛКСМ Казахской ССР, однако он проработал на этой должности только год и вернулся на завод. Трудился спекальщиком опытно-экспериментального цеха, затем мастером производства, начальником участка, заведующим производством цеха спекания, начальником цеха кальцинации. Участвовал в освоении технологий получения первого в Казахской ССР глинозёма. Занимался созданием гидрометаллургического цеха предприятия, который специализировался на редких металлах, и затем более 25 лет руководил им.

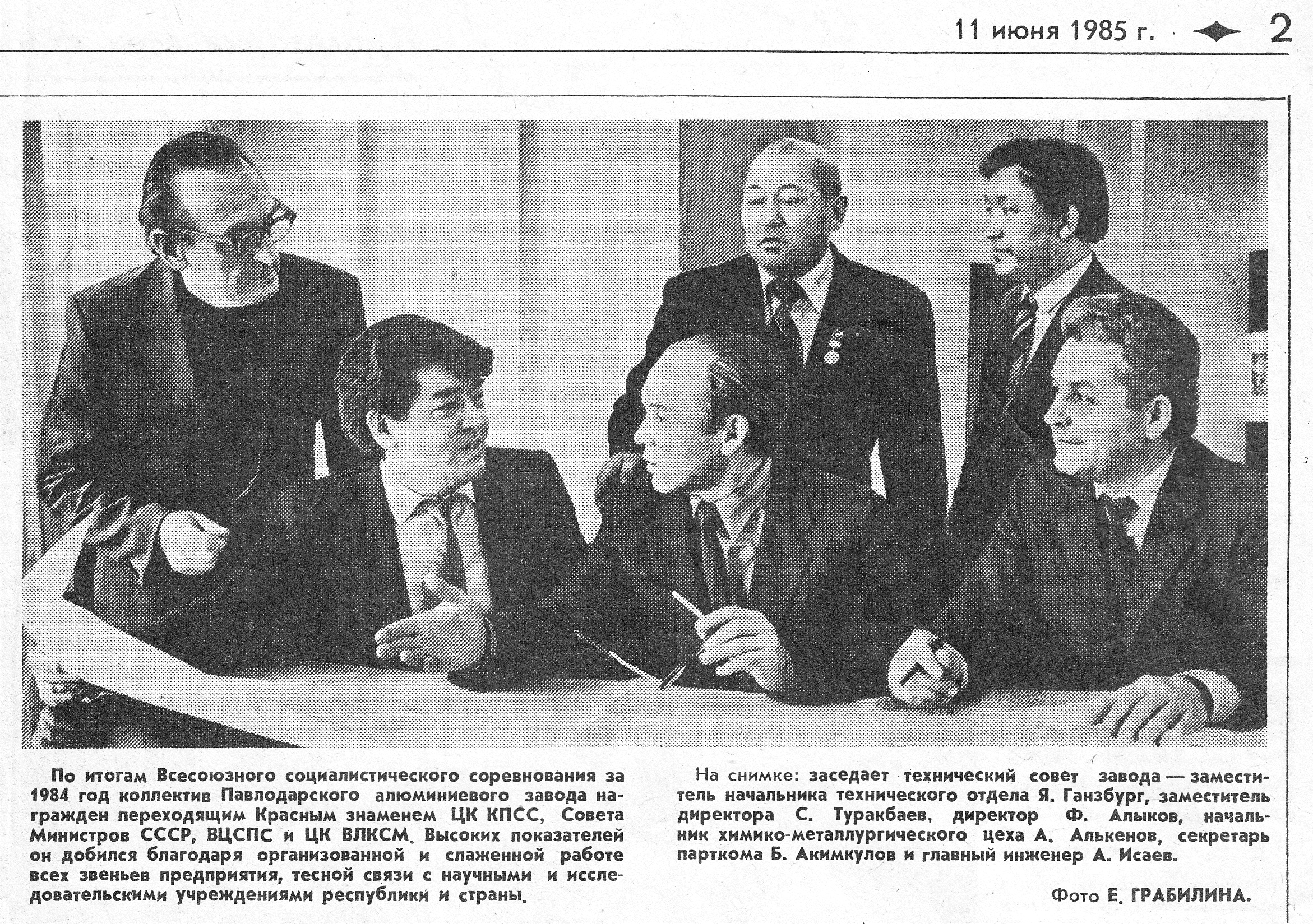
Асигат Алькенов (третий справа) на заседании технического совета Павлодарского алюминиевого завода, 1985 год

Участвовал в создании технологии получения галлия из алюминатных растворов. В 1982 году способ был запатентован в СССР. Всего на счету Алькенова 42 изобретения, в том числе касающиеся извлечения галлия из растворов и перебработки содержащих галлий щелочных растворов. Технология промышленного получения галлия из оборотных растворов глинозёмного производства, разработанная при участии Алькенова, была запатентована в 12 государствах.
В 1988 году за успешное освоение производства галлия и ванадия группа работников Павлодарского алюминиевого завода, в которую входил и Алькенов, работавший начальником химико-металлургического цеха, стала лауреатом премии Совета Министров СССР. Трудовой стаж Алькенова на заводе составил 60 лет.
Был кандидатом технических наук, членом-корреспондентом Академии минеральных ресурсов Казахстана, автором десятков научных публикаций. 
В 1994—1999 годах был депутатом первого созыва Павлодарского городского маслихата. 
Был председателем Павлодарской областной избирательной комиссии, советников президента АО «Алюминий Казахстана» по науке.
Награждён орденами Трудового Красного Знамени (за пуск печей спекания), Дружбы народов (за освоение производства галлия), «Знак Почёта» (за пуск алюминиевого завода), «Курмет», медалями, грамотами. Носил звания «Отличник-изобретатель алюминиевой промышленности СССР», «Лучший изобретатель цветной металлургии СССР» (1988), «Заслуженный рационализатор Казахской ССР», «Заслуженный работник Казахстана» (15 октября 1993). Ветеран труда алюминиевой промышленности. 
23 сентября 1999 года решением Павлодарского городского маслихата был удостоен звания почётного гражданина Павлодара.
Умер 22 марта 2019 года.

## Семья
Вместе с женой Раушан Алькеновой вырастил двух сыновей: Марат окончил Московский институт тонкой химической технологии и аспирантуру, Мурат — университет Кентукки по двум специальностям.